# Telenești
Telenești este reședința raionului Telenești din partea centrală a Republicii Moldova. Orașul este pe malul drept al râului Ciulucul Mic, la 93 km de Chișinău, pe traseul Chișinău – Bălți și la 30 km de calea ferată Călărași.

## Etimologie
Toponimul Telenești are origine antroponimică, fiind formată din patronimul Tele(i)n, plus sufixul -ești.

## Istorie
Există date conform cărora localitatea Telenești a fost populată din vremea dacilor. Dimitrie Cantemir afirmă, că pe locul Teleneștilor ar fi existat o cetate gotică (dovadă a acestei afirmații este faptul că în împrejurimi s-au găsit rămășițe).
În privința apariției sau primei atestări documentare a Teleneștilor există foarte multe neclarități. Unii cercetători consideră că într-un document din 1437 se vorbește despre o oarecare localitate Meiatinul de Jos, care se presupune că ar fi Telenești. Un alt document din 1497 vorbește despre un oarecare Telea, care de asemenea unii cercetători îl consideră drept proprietar al satului care exista.
Cert este că primul act istoric în care se vorbește clar despre Telenești, așezat pe malul râului Ciulucul Mic, datează din 1598:
„Iată dar eu, Luca vătah. Iată mărturisesc cu această carte a noastră, că a venit înaintea noastră Mărina, fiica lui Neagoe din Miclăușăni, și a vândut dreapta sa ocină, ce a avut în Miclăușăni, însă jumătate, pentru 28 taleri numărați, lui Zane, fiul Jurjei.

Și i-a dat tot bani gata în mijlocul nostru și înaintea a mulți oameni: înaintea lui Albul din Stolniceni și înaintea lui Larion de acolo și înaintea lui Stoica și înaintea lui popa Măciucă din Telenești și înaintea lui Verășceac de acolo și înaintea a mulți oameni buni.

Aceasta dăm știre și mărturisim cu acest zapis.

Scris în Stolniceani, în anul 7106 <1598> Martie 20”
Datorită amplasării sale avantajoase, la hotarul dintre codri și câmpie, Teleneștiul a cunoscut o dezvoltare vădită. Un alt factor care a determinat dezvoltarea localității ca târg a fost hrisovul din 1796 al lui Alexandru Callimachi, prin care aici se întemeiază un târg cu 6 iarmaroace pe an, cu înlesniri - pentru a strânge străinii. Nu este exclus că tocmai aceste privilegii au contribuit la dezvoltarea orașului ca târg.

### Epoca țaristă
După reforma religioasă a patriarhului Nikon în Rusia din secolul XVII aici au poposit lipovenii, ruși de rit vechi, care s-au așezat în lunca Ciulucului.
Conform unor date la 1817 în satul și târgușorul Telenești locuiau 140 de țărani cu gospodării mici și 283 de case de negustori, în această perioadă orașul se dezvoltă intens ca centru comercial. Datorită amplasării sale avantajoase, la hotarul dintre codri și câmpie, Teleneștiul a cunoscut o dezvoltare vădită. În anul 1819 în localitate este ridicată o biserică de lemn. Biserica de piatră cu hramul Sf. Prooroc Ilie a fost construită în anul 1842, de moșierul Gheorghe Feodosiu. Primele școli parohiale în Telenești și satele din jur apar în a doua jumătate a sec. XIX începutul sec. XX. Prima bibliotecă particulară a fost deschisă în Telenești la începutul secolului XX. Tot în sec. XIX, începutul sec. XX orașul devine centru comercial important. Aici funcționau întreprinderi mici meșteșugărești și comerciale, moară cu aburi, școală primară, spital, farmacie, bibliotecă. Astfel, foarte multă vreme la Telenești au conviețuit în pace trei comunități: românească, evreiască și lipovenească, fiecare cu biserică și școală proprie. Românii au avut 3 biserici (inclusiv o catedrală), evreii mai multe sinagogi,  iar lipovenii o biserică de rit vechi, care există și în prezent.  Una dintre sinagogi a existat chiar și în vremurile sovietice. Catedrala ortodoxă (Sfântul Ilie) de pe medean a fost distrusă de autoritățile sovietice în anul 1965. Biserica veche ortodoxă a fost demolată în 1914, întrucât în 1904 se construise una nouă (cu hramul Adormirea Maicii Domnului), care este redeschisă.

### Perioada interbelică
Din 1918, ca rezultat al Marii Uniri, în spațiul dintre Prut și Nistru s-au realizat reformele administrativă, agrară, etc. Teleneștiul devine centru de plasă în județul Orhei. În plasa Telenești intrau 45 sate. În centrul de plasă au fost deschise instituții de importanță județeană, s-a deschis o judecătorie, s-a organizat un oficiu PTT (Poștă, Telegraf, Telefon). Reforma agrară din Basarabia a fost realizată de către un sistem de dirijare numit „Casa Noastră”. Reforma agrară românească (spre deosebire de cea bolșevică) prevedea recompensare bănească. Prețul de răscumpărare a unei desetine de pământ din moșia Telenești era: teren arabil – 180 ruble; pădure – 180 ruble.
În perioada interbelică în Telenești exista un spital cu 4 clădiri. Despre aceasta relatează Mihail Sadoveanu în „Drumuri basarabene”.
În conformitate cu legea învățământului primar și secundar care prevedea obligativitatea învățământului de 7 ani, în Telenești s-au deschis câteva școli: Telenești - Târg – 3 școli, Telenești – Vechi – o școală.

### Epoca sovietică
În anul 1940, Basarabia a fost încorporată în URSS. Din localitatea Telenești administrația și populația românească urma să se evacueze până la 30 iunie 1940 ora 12:00. În funcții administrative a fost pus Leonid Feodorovici Racinschii și alți 16 comuniști, care au efectuat naționalizări, colectivizări, represiuni și deportări.
După un an Basarabia a revenit în granițele României. Armata română a intrat în Telenești în anul 1941, iar în august au fost deja restabilite organele administrării publice românești. În perioada războiului, în Telenești au fost reparate școli, străzi, poduri, case. Funcționau 4 mori, spitalul, școli, 16 meseriași independenți (frizer, tâmplar, croitor, fierar...). În primăvara anului 1944 au început din nou operații militare pe teritoriul Basarabiei, după care a fost restaurată puterea sovietică.
În anul 1940-41 și 1949 autoritățile sovietice au masacrat și deportat 117 persoane din Telenești, dintre care mai mult de jumătate au fost comercianții evrei.  Dar și fasciștii germani nu au dat dovadă de mai multă înțelepciune, dând vina pentru toate relele pe evrei. Holocaustul dezlănțuit de fasciști a curmat viața multor evrei nevinovați din Telenești, iar mulți dintre evrei au urmat calea ghetourilor. Calvarul evreilor din Telenești este descris de ineșteanul Boris Druță în cartea „Flori de dor pentru Șalom”. 235 de teleneșteni au căzut în lupte mai ales în Polonia și Germania, în special în anii 1944-45.
Sub sovietici, Teleneștiul a fost unica localitate din Basarabia, cu excepția Chișinăului, în care a activat o sinagogă. În ultimele decenii ale secolului XX, comunitatea s-a destrămat aproape fulgerător: toți evreii au părăsit orașul, lăsând în urmă două cimitire, unul cu circa 1600 de morminte, obiect de studiu pentru istorici, și sinagoga brusc ruinată. Deși emigranții, practic, nu mai revin la baștină, evreii din Telenești, s-au unit la Tel-Aviv într-o asociație și editează un ziar în limba rusă „ТЕЛЕНЕШТСКАЯ УЛИЦА” („Teleneștskaia Ulița” – în română „Strada Teleneștilor”).
Târgul Teleneștilor a fost centru raional de trei ori după cel de al doilea război mondial. La începutul anilor 60 centrul raional a fost plasat la Lazovsc (actualmente Sângerei). În anii 60-80 aici au existat o fabrică de brânzeturi și unt, una de cărămidă, o coloană auto, un complex de îngrășare a porcinelor.

### Școala Telenești
În anii 60-80 la școala Telenești au lucrat o serie de pedagogi, cum ar fi: Beniamin Cogan, Ilie Țehman, Mendel Șapocinic, Miron Strulovici, David Ghițel Bronștein, Ștefan Guțu, Ion Canicovschi, Ludmila Năstase, Buma Vainboim, Israil Iosilevici. Printre absolvenții școlii din Telenești se numără scriitorii și publiciștii Ion Constantin Ciobanu (n.Budăi), Axentie Blanovschi(n. Budăi), Tudor Gheorghe Țopa (n. Chițcanii-Vechi),  Boris Druță (n. Inești) și Efim Josanu,Tamara Vieru-Pereteatcu,artiștii Gheorghe Mustea (n. Mândrești), Valeriu Găină (n. Căzănești) și Anatol Roșcovan, medicii Vadim și Mihai Hotineanu, Vladimir Țîchinovschii, Stanislav Ungureanu (1952-), Boris Sasu,  Nicolae Buruiană, Constantin Martâniuc, Ludmila Rusu (n. Cășănești) jurnalistul și diplomatul Lidia Reniță (Taran), matematicianul Ion Bunu (n. Mândrești), inginerii Veaceslav Poiană, Vladimir Țâchinovschii și Iosif Cratștein, programatorii Valeriu Nastasenco și Ștefan Spătaru, astrofizicianul Alex Găină, (n. Căzănești), economistul Mihai Roșcovan, jurnalistul Constanin Starîș.

## Demografie

### Structura etnică
Structura etnică a orașului conform recensământului populației din 2004:
| Grup etnic         | Populație | Ponderea, % |
| ------------------ | --------- | ----------- |
| Moldoveni / Români | 6.277     | 91,57       |
| Ruși               | 322       | 4,70        |
| Ucraineni          | 205       | 3,00        |
| Alții              | 51        |             |
| Total              | 6.855     | 100         |

### Structura lingvistică
Structura lingvistică de Telenești în anul 2014:
| Limba            | Numărul de vorbitori | Procent |
| ---------------- | -------------------- | ------- |
| limba română     | 6852                 | 94.81%  |
| limba rusă       | 305                  | 4.22%   |
| limba ucraineană | 7                    | 0.09%   |
| Altă limbă       | 24                   | 0.33%   |
| Bilingvi         | 39                   | 0.53%   |
| Numărul total    | 7227                 | 100%    |

## Economie

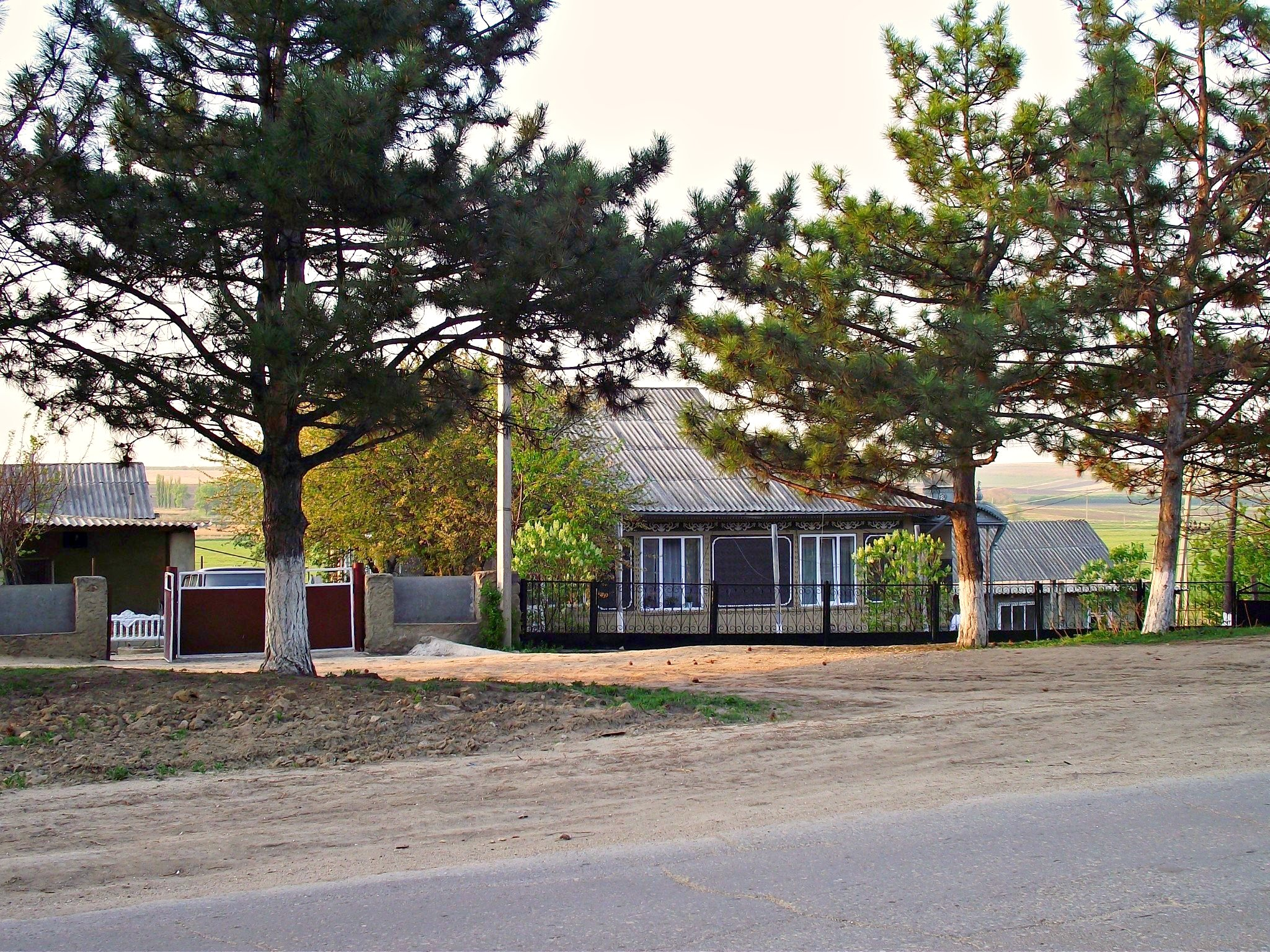
O casă de locuit

Numărul total al agenților economici care activează în teritoriu este de 1.562, dintre care cea mai mare parte sunt cei care își desfășoară activitatea în bază de patentă și întreprinderile individuale. Unul dintre cei mai mari agenți economici din teritoriu este Întreprinderea de stat pentru Silvicultură Telenești, care este situată pe o suprafață de 10.527 ha. Întreprinderea anual crește 4-5 mln. material săditor, colectează 20-25 specii medicinale în volum de 20 tone anual. La întreprindere se confecționează peste 30 modele de obiecte din răchită care sunt exportate în diverse țări, ca România, Polonia, Germania, Franța, etc. Pe lângă aceasta în oraș funcționează două mori, două întreprinderi de panificație și 3 oloinițe. Deservirea populației este asigurată de 120 unități de comerț cu amănuntul, 5 piețe și 6 unități de alimentație publică.

### Finanțele publice locale
În anul 2002 veniturile bugetului local au constituit 3.513 mii lei, dintre care veniturile proprii – 1.587 mii lei sau 45,2% din totalul veniturilor. Cheltuielile publice locale sunt dominate de cele pentru educație și întreținerea aparatului primăriei. În anul 2002 pentru reparații capitale au fost alocate 225 mii lei, iar pentru amenajarea teritoriului – 152,3 mii lei sau 4,3% din suma totală.

## Administrație și politică
Primarul orașului Telenești este Vadim Lelic (PLDM), reales în noiembrie 2023.
Componența Consiliului local Telenești (17 consilieri), ales la 5 noiembrie 2023, este următoarea:
|  | Partid                                       | Consilieri | Componență | Componență | Componență | Componență | Componență | Componență | Componență | Componență | Componență |
|  | -------------------------------------------- | ---------- | ---------- | ---------- | ---------- | ---------- | ---------- | ---------- | ---------- | ---------- | ---------- |
|  | Partidul Liberal Democrat din Moldova        | 9          |            |            |            |            |            |            |            |            |            |
|  | Partidul Acțiune și Solidaritate             | 4          |            |            |            |            |            |            |            |            |            |
|  | Platforma Demnitate și Adevăr                | 3          |            |            |            |            |            |            |            |            |            |
|  | Partidul Socialiștilor din Republica Moldova | 1          |            |            |            |            |            |            |            |            |            |

## Infrastructură

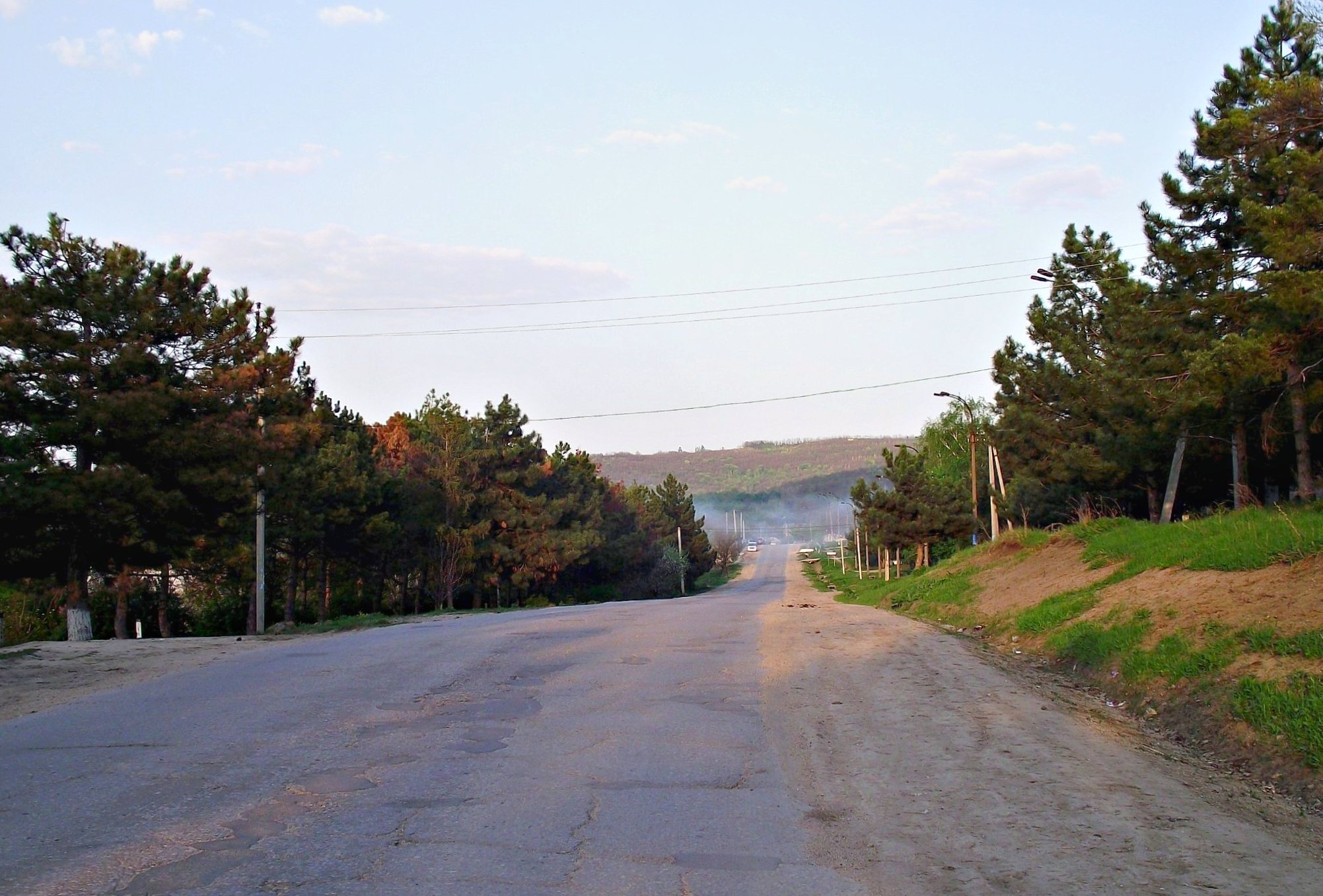
Drum spre localitate

Lungimea totală a drumurilor din localitate este de 45,2 km, dintre care 17,5 km sunt asfaltate și 27,7 sunt în variantă albă. Orașul dispune de un sistem centralizat de aprovizionare cu apă alimentat din 15 fântâni arteziene. Lungimea totală a apeductului este de 23,6 km. În anul 2003 orașul a fost gazificat.
Populația totală a Teleneștiului este de 10.960 persoane, inclusiv 1.660 în satul Mihalașa și 304 în satul Mihalașa nouă. Sistemul educațional din localitate este format dintr-o grădiniță de copii cu 230 copii, 3 gimnazii în care învață 1.460 elevi, un liceu cu 330 elevi, o școală profesională polivalentă, care pregătește specialiști în domeniul agricol, alimentației publice, industriei ușoare cu 180 elevi și o școală specială în care sunt 145 elevi. Sistemul de ocrotire a sănătății este format dintr-un centru al medicilor de familie și un spital raional cu 180 paturi.

## Cultură
Pe teritoriul primăriei funcționează 2 biblioteci publice (Biblioteca Publică Raională „Vasile Alecsandri” Telenești , Biblioteca Publică sătească Mihalașa) și o școală de muzică și arte plastice în care învață 180 copii. În oraș sunt 6 colective artistice, care au participat la diverse manifestații din țară și peste hotare, Polonia, România, etc. Principalele evenimente culturale din localitate sunt Festivalul de folclor, muzică și dans „De la lume adunate”, Festivalul formațiilor artistice de amatori și Festivalul formațiilor artistice de amatori consacrat datinilor și obiceiurilor de iarnă.
Biblioteca Publică Raională „Vasile Alecsandri” din Telenești
Biblioteca Publică Raională “Vasile Alecsandri” Telenești. Biblioteca este amplasată într-un edificiu separat, în două nivele cu o suprafață totală de 1110 m.p. Edificiul a fost dat în exploatare în anul 1980.
2017 -  Lansarea Centrului de informare al Uniunii Europene la Biblioteca Publică Raioală dinTelenești.

### Religie

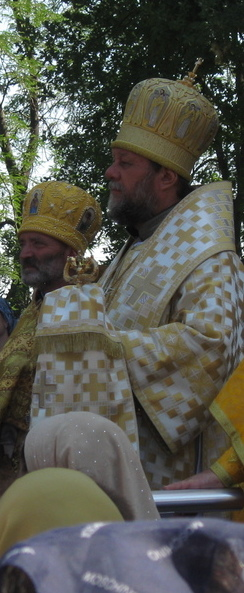
August, 2012 - Sfințirea Catedralei Sfântul Prooroc Ilie. ÎPS Vladimir (dreapta) împreună cu preotul paroh Vasile Țurcan (stânga).

Pe actualul teritoriu al orășelului în sec. XIX activau două biserici ortodoxe:
- Catedrala cu hramul Sfântul Prooroc Ilie (distrusă de comuniști în anii 60 și aflată acum în proces de reconstrucție)
- Biserica Adormirea Maicii Domnului

La începutul secolului XX paroh a fost numit preotul Iacov Samson (cu studii seminariale).
Împreună cu el participa la oficierea slujbelor și cântărețul Alexandru Savițchi, care a slujit la parohie peste 20 de ani.În acea perioadă parohia arenda 66 desetine de pământ arabil, contra 10 ruble pentru desetină. După venirea la putere a autorităților sovietice, au fost înregistrate mai multe tentative de a o închide. În anul 1965 comuniștii au incendiat și distrus soborul, care se reconstruiește începând din primul deceniu al noului mileniu. Preotul Protoiereu Profesor Vasile Țurcan (studii teologice postuniversitare), împreună cu enoriașii orașului Telenești au ridicat pe un teren nou, o nouă Catedrală cu același hram - Catedrala Sfântului Prooroc Ilie, proces ce a luat naștere în anul 2006.

## Personalități

### Născuți în Telenești
- Mihail Kauffman (1821–1902), inginer militar și general rus de origine austriacă;
- Dionisie Gulkin (1861–1947), țăran și politician țarist, deputat în Duma de Stat din partea Basarabiei;
- Simha Ben-Țion (1870–1932), scriitor și jurnalist de limbă idiș și ebraică;
- Arseni Lîsov (1885–1960), episcop rus de rit vechi (de Ismail);
- Teodor Petrovici (1888–1957), preot și paroh român;
- Zolmen Rozental (1889–1959), scriitor, gazetar și folclorist basarabean;
- Moișe Pincevski (1894–1955), scriitor și poet sovietic de limbă idiș;
- Israel Goihberg (1894–1970), poet, traducător și profesor american;
- Nahum Gutman (1898–1980), pictor, ilustrator și grafician israelian;
- Vanda Nicolschi (1902–1986), activistă de partid comunistă română;
- Beniamin Kogan (1915–?), profesor de română, autor de manuale, șef de studii la școala din Telenești;
- Mihail Iuriev (1918–1990), profesor și orientalist sovietic, decan și prorector al Universității din Moscova;
- David Ghițel Bronștein (1920–2006), pedagog sovietic;
- Vadim Hotineanu (n. 1950), medic moldovean;
- Nicolae Buruiană (n. 1953), medic-oncolog moldovean;
- Iurie Roșca (n. 1961), politician moldovean;
- Ghenadie Postolachi (n. 1964), poet, prozator și scenarist moldovean;
- Victor Ostap (n. 1965), om de afaceri moldovean;
- Viktor Iahun (n. 1970), militar și personalitate publică ucraineană, vicepreședinte al Serviciului de Securitate al Ucrainei;
- Angel Agache (n. 1976), politician moldovean;
- Gheorghe Stratulat (n. 1976), fost fotbalist moldovean;
- Tatiana Frunză (n. 1987), fotbalistă;
- Denis Ilescu (n. 1987), fotbalist moldovean;
- Dara (n. 1993), cântăreață moldoveană.

date necunoscute
- Mendel Moisei Șapocinic, pedagog, profesor de fizică și astronomie
- Miron Iosif Strulovici, pedagog, profesor de fizică, colaborator al Enciclopediei Sovietice Moldovenești

### Au locuit în Telenești
- Anatol Roșcovan (1960- 2008) cântăreț, compozitor
- Nisn Belțer (1824–1906), cantor și autor de muzică liturgică evreiască
- Lazar-David Rozental (1856–1932), scriitor de limbă idiș. A locuit între 1861 și 1918 în localitate.
- Ariel Coprov (1913–2007), scriitor și jurnalist sovietic, moldovean și israelian
- Felix Lihtgoltz (n. 1939), medic sovietic, moldovean și israelian
- Valeriu Găină (n. 1956), chitarist și muzician rock sovietic și american